# Parco delle sculture (Siracusa)
Il parco delle sculture di Siracusa o Parco 01 è un'esposizione permanente di sculture e installazioni d'arte lungo la scogliera prospiciente alla pista ciclabile Rossana Maiorca.
Il parco è stato inaugurato il 12 dicembre 2015 ed è stato interamente finanziato da fondi europei atti alla promozione del territorio e dell'arte. Alla direzione artistica del progetto (chiamato Rebuilding the future) nonché alla scelta degli artisti e delle opere site specific ha contribuito Marco Pierini con il sostegno del Comune di Siracusa. La scelta del logo del parco è avvenuta attraverso un sondaggio online.
Sono state scelte le opere di 10 artisti: Davide Bramante, Francesco Carone, Vittorio Corsini, Federico Gori, James Harris, Helena Hladilová e Namsal Siedlecki, Adalberto Mecarelli, Ignazio Mortellaro, Moira Ricci e Michele Spanghero.

## Le opere
- Davide Bramante - Not Cages, Cages[2]
- Francesco Carone - Delo[3]
- Vittorio Corsini - Frammenti di un discorso amoroso[4]
- Federico Gori - Ogni muro è una porta[5]
- James Harris - Never Give Up (non arrenderti mai)[6]
- Helena Hladilová e Namsal Siedlecki - Round[7]
- Adalberto Mecarelli - Stomachion[8]
- Ignazio Mortellaro - Overturning Moment[9]
- Moira Ricci - Tornerai alla terra[10]
- Michele Spanghero - Echea[11]

## Galleria d'immagini

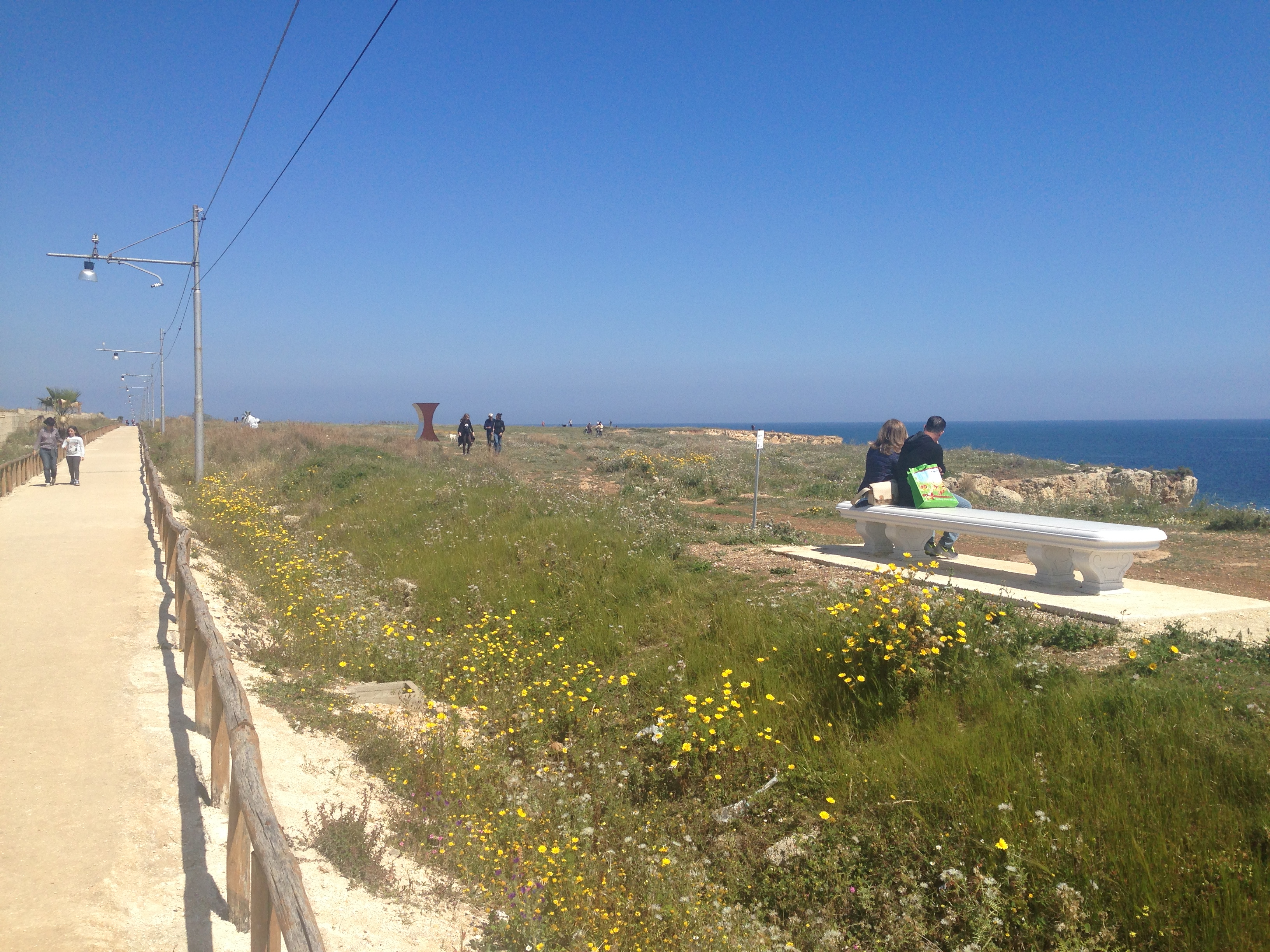
Vittorio Corsini - Frammenti di un discorso amoroso
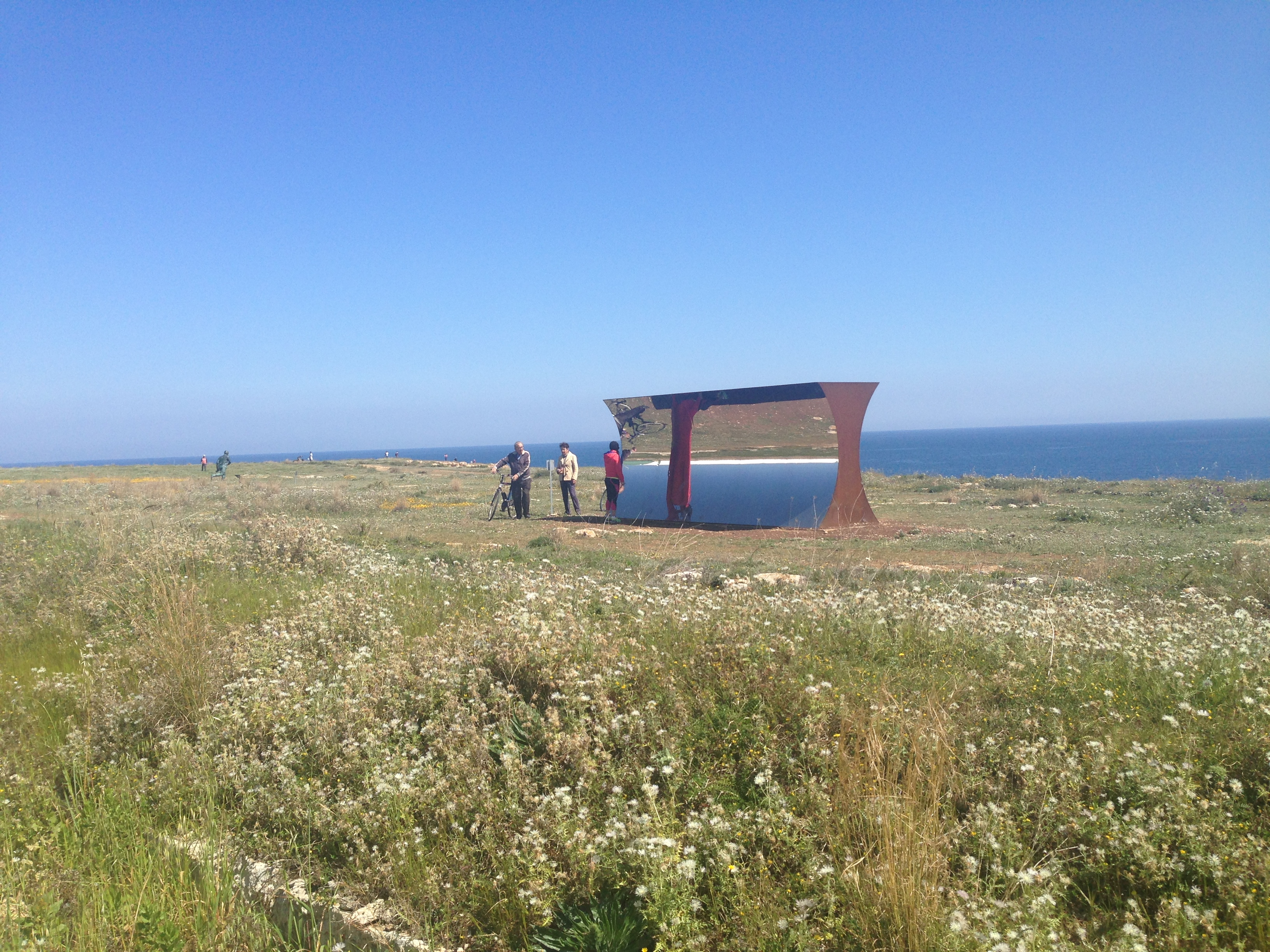
Ignazio Mortellaro - Overturning Moment